# Ferrovia Brienz-Rothorn
La ferrovia Brienz – Rothorn (in tedesco Brienz-Rothorn-Bahn) è una ferrovia a cremagliera a scartamento ridotto, gestita dall'omonima società; collega Brienz, in Svizzera, al culmine del Brienzer Rothorn, dove sono stati costruiti complessi alberghieri per i visitatori i quali possono fare escursioni a piedi in ampi sentieri protetti.

## Storia
Il 20 dicembre 1889 l'Assemblea federale accordò la concessione per una ferrovia a cremagliera da Brienz alla vetta del Brienzer Rothorn, già nota tra i turisti come punto panoramico. Costruita tra il 1889 e il 1891, venne inaugurata, con trazione a vapore, nella primavera del 1892. La ferrovia non ebbe inizialmente il successo sperato: nel primo anno di esercizio furono 4.281 i passeggeri trasportati, contro i 12.000-25.000 previsti inizialmente, e i risultati analoghi degli esercizi successivi portarono nel 1893 la concessionaria al fallimento. Rilevata nel 1894 dall'azienda che l'aveva costruita, la ferrovia continuò ad essere deficitaria e con un numero di passeggeri in lento aumento, con il picco di passeggeri rilevato nel 1911 (15.670). 
Lo scoppio della Prima guerra mondiale, nel 1914, portò al crollo del turismo e alla decisione interrompere l'esercizio: nonostante l'Assemblea federale avesse concesso nel 1916 di smantellare la linea ciò non avvenne, e nel 1931 venne ripreso l'esercizio. Con la riapertura si ebbe un buon flusso di turisti: 27.000 il primo anno, oltre 30.000 nel 1932 e 37.000 nel 1933, tanto da prendere la decisione di acquistare una locomotiva e una carrozza aggiuntive. Dopo un calo a metà anni Trenta, nel 1937 si registrarono 60.000 viaggiatori; un nuovo calo dovuto alla Seconda guerra mondiale fu recuperato dopo la guerra: nel 1947 vennero superati i livelli di dieci anni prima, con un incremento continuo, arrivando a superare i 100.000 viaggiatori nel 1964.
Nel 1958 l'assemblea dei soci della ferrovia (su proposta del consiglio d'amministrazione) decise di sostituire la ferrovia con una funivia; la proposta venne accantonata dopo le proteste da parte del pubblico e l'uso della trazione a vapore è rimasto fino ad oggi, con l'utilizzo di locomotive di recente costruzione, alimentate a nafta anziché a carbone. L'esercizio è solo stagionale, e solitamente ha luogo da maggio a ottobre.

## Caratteristiche
La linea, a scartamento 800 mm, è lunga 7,6 km. La linea non è elettrificata; la pendenza massima è del 250 per mille, il raggio di curva minimo di 60 metri.

### Percorso
|  | Continuation backward |

| Head station | Station on track |

| Straight track | Unknown route-map component "CONTl+g" |

| Non-passenger station/depot on track |

| Station on track |

| Non-passenger station/depot on track |

| End station |

La linea parte da Brienz, alla quota di 566 m s.l.m. (il capolinea inferiore è situato nei pressi della stazione di Brienz della ferrovia del Brünig e dell'imbarcadero sul lago di Brienz) e raggiunge il culmine del Rothorn a 2.244 m s.l.m. con treni spinti da locomotive a vapore, in cui la trazione è esercitata direttamente sulla cremagliera, mentre le ruote sul binario sono solamente portanti. La pendenza media è del 225‰, con una punta massima del 250‰.

## Materiale rotabile
All'apertura la ferrovia disponeva di cinque locomotive a vapore; con la riapertura del 1931 e lo sviluppo del traffico vennero acquistate due nuove locomotive (nel 1933 e nel 1936) e ammodernate quelle già in servizio. Una delle locomotive della dotazione originaria venne venne radiata nel 1940 e sostituita nel 1961 con una simile proveniente dalla ferrovia del Monte Generoso.
Negli anni Settanta vennero introdotte locomotive Diesel e, dal 1992, locomotive a vapore di nuova generazione.

### Materiale motore - prospetto di sintesi
| Tipo                | Matricola       | Anno di costruzione | Costruttore        | Note |
| ------------------- | --------------- | ------------------- | ------------------ | --- |
| Locomotive a vapore | H 2/3 1÷4       | 1891-92             | SLM                | 1 demolita nel 1961; 2 in servizio regolare, 3 e 4 riserva                                                        |
| Locomotiva a vapore | H 2/3 1 II      | 1891                | SLM                | acquistata nel 1961 dalla FMG, originariamente alla GN                                                            |
| Locomotiva a vapore | H 2/3 5         | 1891                | SLM                | acquistata nel 1912 dalla WAB, in servizio regolare                                                               |
| Locomotive a vapore | H 2/3 6÷7       | 1933-36             | SLM                | in servizio regolare                                                                                              |
| Locomotiva Diesel   | Hm 2/2 8        | 1973                | Bühler-Caterpillar | ceduta nel 1996 alla MTGN                                                                                         |
| Locomotive Diesel   | Hm 2/2 9÷10     | 1975                | Steck-MTU          | |
| Locomotiva Diesel   | Hm 2/2 11       | 1985                | Steck-MTU          | |
| Locomotive a vapore | H 2/3 12, 14÷15 | 1992-96             | SLM                | alimentate a olio combustibile a ridotto contenuto di zolfo, in servizio regolare                                 |
| Locomotiva a vapore | H 2/3 16        | 1992                | SLM                | alimentata a olio combustibile a ridotto contenuto di zolfo, acquistata nel 2004 dalla MTGN, in servizio regolare |